# Baron Hollenden
Baron Hollenden, of Leigh in the County of Kent, ist ein erblicher britischer Adelstitel in der Peerage of the United Kingdom.

## Verleihung
Der Titel wurde am 9. Februar 1912 für den ehemaligen Gouverneur der Bank of England Samuel Hope Morley geschaffen.
Sein beiden Söhne, darunter der spätere 2. Baron, ergänzten 1923 durch Deed poll ihre Familiennamen nach der Familie ihrer Großmutter väterlicherseits, Rebekah Hope, zu Hope-Morley.

## Liste der Barone Hollenden (1912)
- Samuel Morley, 1. Baron Hollenden (1845–1929)
- Geoffrey Hope-Morley, 2. Baron Hollenden (1885–1977)
- Gordon Hope-Morley, 3. Baron Hollenden (1914–1999)
- Ian Hope-Morley, 4. Baron Hollenden (* 1946)

Titelerbe (Heir Apparent) ist der Sohn des aktuellen Titelinhabers, Hon. Edward Hope-Morley (* 1981).